# Teoría de la imputación (derecho)
Se denomina imputación objetiva a aquella que delimita la responsabilidad penal por un resultado cometido en el tipo objetivo.
La fórmula básica que utiliza la imputación objetiva es la siguiente:
"Un resultado es objetivamente imputable, cuando el autor ha creado un riesgo no permitido, el cual se realiza en el resultado típico en su configuración concreta y se encuentra dentro del ámbito de protección de la norma".

## Causalidad
El principio según el cual a toda causa le sigue un resultado se llama principio de causalidad y al nexo que une dicha causa con el resultado se llama relación de causalidad.
Para poder atribuir un resultado a una determinada conducta, se requiere establecer si entre esa acción y ese resultado existe una relación de causalidad desde una perspectiva natural. Además, es necesario determinar que ese vínculo natural interese al Derecho Penal. Este último caso consiste en formular un juicio normativo, también conocido con el nombre de juicio de imputación objetiva. Comprobar la existencia de la relación de causalidad es el primer paso de la imputación objetiva.
Se define la causalidad como el proceso por el cual se llega al reproche, el cual consiste en determinar: El nexo causal entre la conducta y el resultado, la intención del autor, su grado de imputabilidad al momento de cometer el hecho, las eximentes de responsabilidad, etc; todo esto dentro de una "imputación subjetiva" del resultado. El principal problema al que puede enfrentar el juez es a no tener conocimiento suficiente para saber si se cumple la relación causal en determinado caso, esto porque ciencias naturales ajenas al derecho pueden verse involucradas, en el caso de estudio.
Entonces, el juez tendrá que atenerse en un primer plano a la denominada causalidad genérica. Esto implica que el desarrollo de leyes causales es un problema científico cuya tarea incumbe a cada rama especialmente del saber dentro de un proceso judicial, sólo puede tenerse como demostrada la existencia de una ley causal dentro de la ciencia correspondiente, ello sea admitido.
Una vez que en el proceso se logra determinar esta ley causal científica, el juez acude a la llamada causalidad concreta dónde se procede a valorar si la conducta del imputado se adhiere a esa causalidad científica como causante del resultado, caso en el cual previa otras valoraciones se le impondrá la sanción correspondiente al delito cometido.
Hay que tener presente que causalidad es sólo la condición mínima de la imputación objetiva del resultado; debe añadirse aún la relevancia jurídica de la relación causal entre la acción y el resultado. La relevancia de los cursos causales no se limita sólo objetivamente, sino que también la exigencia de un aspecto subjetivo del hecho, congruente, tiene un efecto limitador.
Resulta evidente la importancia de la causalidad dentro de la teoría de la imputación objetiva; todo comportamiento delictivo tiene siempre un resultado y de ahí es imputable, así como fenómeno físico, siempre la conducta va a producir un resultado.

## Tipos de causalidad
En la mayoría de los casos la existencia de la relación de causalidad no es problemática. Si A tira una piedra dolosamente contra el jarrón de B y lo destruye, no hay duda alguna de que entre la acción de A (tirar la piedra) y el resultado típico (destrucción dolosa del jarrón de B), hay una relación de causalidad.
No obstante, existen varios tipos de causalidad que pueden presentar problemas:

### Causalidad alternativa
Varias condiciones independientes actúa conjuntamente, siendo cada una de ellas suficiente para la producción del resultado. Todas ellas son efectivas al mismo tiempo para el resultado. Por ejemplo: A y B le dan de manera independiente entre sí, una dosis de veneno a C que actúa mortalmente al mismo tiempo.

### Causalidad Acumulativa
En este caso varias condiciones establecidas de manera independiente actúan por medio de la acción conjunta en el resultado. Por ejemplo: A y B dan, de manera independiente entre sí un veneno a C, el cual actúa mortalmente sobre él a causa de la acción conjunta de ambas dosis.

### Cursos causales atípicos
Se produce un resultado por una causa que se adjunta a la acción. Por ejemplo: A lesiona a B. El médico C, que atiende a B, comete un error médico (mala praxis), por el cual B muere.

### Causalidad hipotética
Otra causa podría haber causado al mismo tiempo el resultado. Por ejemplo: A le da a B una dosis mortal de veneno. B habría muerto aún sin la dosis de veneno en el mismo punto temporal.

### Casos de causalidad interrumpida o rota
En estos casos existe un acontecimiento interviniente independiente y excluye la existencia de la anterior causalidad, de tal modo que ésta ya no es operativa. Por ejemplo: A envenena la comida de B. Antes que el veneno haga efecto, C mata de un balazo a B.

### Intervención en un proceso causal ya puesto en marcha
En este caso, un riesgo, ya existente. Por ejemplo: A, ante la inminencia de un choque del tren en el carril en que se encontraba, que produciría lesionados, lo desvía hacia otro carril, en el cual igualmente choca y el choque produce lesionados.

### Causalidad adelantada
Opera en los casos donde dos o más conductas son dirigidas al mismo fin, pero una de ellas se adelanta a las otras y produce primero el resultado. Los problemas de la causalidad adelantada se resuelven en forma sencilla, con lógica natural: "una sola de la conducta de desplegada produjo el resultado de forma tal que, aquellas acciones que "casi" lo ocasionaron y son absolutamente irrelevantes desde el punto de vista causal y le son igualmente, desde el punto de vista penal para la responsabilidad del resultado, ya que si se determina con claridad el nexo causal con una de ellas, las otras pasan a segundo plano. En caso de que no se logre determinar el agente productor del resultado, debe aplicarse el principio  in dubio pro reo.

## Teorías de la causalidad
Entre las teorías de la causalidad que más trascendencia han tenido, se tienen las siguientes:

### Teoría de la equivalencia de condiciones
La teoría de la equivalencia de condiciones se empieza a conocer en Alemania a partir de 1843, con Stuart Mill. Años más tarde la teoría es desarrollada por Von Buri en 1873.
Von Buri entendió que no solamente la suma de una diversidad de elementos es causa de un fenómeno, sino que además cada una de esas fuerzas individualmente consideradas a su vez causa un resultado.
De acuerdo con esta teoría, es causa de un resultado toda condición negativa o positiva que intervienen en la producción de un resultado, todas pueden considerarse como causa del mismo, siendo imposible diferencias entre causas y condiciones. El procedimiento para averiguar cuando se está en presencia de una causa es la conditio sine qua non, la cual establece que si se suprime mentalmente determinada condición y el resultado desaparece, dicha condición es causa del mismo.
La teoría de la equivalencia de condiciones, trabaja en la mayoría de los casos con la fórmula de que debe considerarse causa toda condición de un resultado que no puede ser suprimida mentalmente, sin que desaparezca el resultado concreto; es decir que es válida como causa toda conditio sine qua non, toda condición sin la cual no se habría producido el resultado. Así p.ej, si un automovilista que conduce bebido no puede dominar su vehículo o invade el otro lado de la calzada, donde se produce un choque con otro coche que venía de frente, el haber consumido alcohol es causal respecto de ese accidente; pero si lo suprime mentalmente, el conductor del coche hubiera continuado por el lado correcto de la calzada y no hubiera tenido lugar el accidente. Y según esa misma fórmula, son también causa los fabricantes de ambos coches y además otras personas que hayan motivado a la conducción de ambos, así como un cúmulo de ulteriores circunstancias que hayan influido en el suceso. Por consiguiente no se realiza ninguna selección entre las innumerables condiciones de cualquier resultado, sino por el contrario se consideran equivalentes (o sea, de igual valor) todas las condiciones y a ese juicio de equivalencia le debe su nombre a la teoría de la equivalencia.
Esta teoría parte del criterio de que todo resultado es determinado y verificado por un conjunto de antecedentes causales. En otras palabras, la causa será el conjunto de antecedentes y condiciones necesarias y suficientes para producir el resultado, pero según Von Buri, causa podría ser cada una de las condiciones, con tal que ella se presente como condición, sin la cual el resultado no se hubiera producido pues cada uno de los antecedentes o condiciones del resultado tienen igual valor. De ahí el nombre de teoría de la equivalencia.
A esta teoría se le denomina teoría la conditio sine que non, entendida del latín "condición esencial" o como "condición indispensable", la fórmula conditio sine que non es un mecanismo para atribuir a un factor la categoría causa. La conditio sine que non implica que un acontecimiento es causa de un resultado, cuando no pueda ser suprimido mentalmente, sin que el mencionado resultado desaparezca.
Por ejemplo en el supuesto de que ocurra un asalto a un banco, si se suprime mentalmente la incursión de los delincuentes a mano armada y la sustracción que realizan del dinero, desaparece el resultado del desapoderamiento que configura el delito de robo. Ya no se tomaría, ni remotamente en cuenta, la causación del resultado por parte del gerente que abrió el banco esa mañana.
La teoría de la equivalencia de condiciones dice que todas las condiciones producidas de la naturaleza o de la acción humana, son equivalentes y por tanto causas del resultado.
En el Derecho Penal lo que interesa es si el resultado fue causado por una acción humana. Esta pregunta se responde aplicando la fórmula mágica, según la doctrina tradicional, de la conditio sine qua non, llamada también supresión mental hipotética. Esta fórmula servirá para establecer el nexo empírico de causalidad y ellas es un proceso lógico, que consiste en eliminar, mediante un proceso de abstracción, la acción del autor y observar si se mantiene del resultado. Un resultado es causado por una acción, cuando la acción no puede suprimirse mentalmente, sin que el resultado desaparezca.
Finalmente para la teoría de la conditio sine qua non denominada de Von Buri, penalista alemán que por primera vez la enunció en el campo del Derecho, debe considerarse causa toda condición particular del resultado, es decir, todo antecedente sin que el resultado no se habría verificado. Por ello, a fin de que se dé la relación de causalidad es suficiente que el hombre haya realizado una condición cualquiera del resultado, basta, en otros términos, que haya actuado un antecedente indispensable para la producción del resultado.

### Teorías individualizadoras
Con éste nombre se pretendieron agrupar una serie de criterios que perseguían limitar la extensión de la equivalencia de condiciones. Se busca seleccionar en cada caso concreto el factor que resulta determinante en la realización del resultado diferenciándose así entre causa y condiciones. Las condiciones se consideran meras circunstancias acompañantes. Una causa podría ser la condición más eficaz o la última condición que antecede al resultado o la más preponderante, o la que se considere decisiva atendiendo su esencia y manifestación.

### Teoría de la adecuación
El intento más importante de limitar la causalidad a lo imputable objetivamente se ha llevado a cabo a través de la teoría de la adecuación.
La teoría de la adecuación no sustituye a la de equivalencia, sino que sólo suprime la equivalencia de todas las condiciones. Conforme a la teoría de la adecuación, una causación sólo será jurídicamente relevante si no es improbable.
En el sentido jurídico-penal sólo es causal una conducta que posee una tendencia general a provocar el resultado típico, mientras que las condiciones que solo por casualidad han desencadenado el resultado son jurídicamente irrelevantes.
Según la teoría de la adecuación no toda condición del resultado es causa en sentido jurídico, sino sólo aquella que normalmente es adecuada para producir el resultado. El juicio de adecuación lo conforma la probabilidad o previsibilidad objetiva de producción del resultado. Es decir es adecuada la condición si también lo es para el hombre prudente y objetivo que, puesto en el momento de la acción (ex ante) con todos los conocimientos de la situación que tenía el autor al actuar o que debería haber tenido, entiende que era probable o previsible objetivamente que tal resultado típico se produjera.

### Teoría de la causalidad adecuada
Llamada también causalidad típica, entiende que para la existencia de la relación de causalidad se requiere que el agente haya determinado o producido el resultado con una conducta proporcionada y adecuada.
Por otro lado ésta doctrina sostiene que a fin de que exista una relación de causalidad en el sentido del Derecho, se hace necesario que el hombre haya determinado el resultado con una acción proporcionadora, adecuada. La consecuencia fundamental de la teoría es que no se consideran causados por el agente los efectos que en el momento de la acción se presentasen como improbables, es decir, los efectos extraordinarios o atípicos de la acción misma.
No toda condición que produzca un resultado puede ser considerada causa del mismo, sino solo aquella que conforme a la experiencia sea adecuada para producir un resultado típico. Para saber cuándo se está en presencia de una causa adecuada, se realiza un juicio de probabilidad por el juez, que debe situarse en el momento de la acción. Este juicio se basa en dos tipos de conocimientos: el ontológico, que toma en consideración las condiciones conocidas y cognoscibles por un hombre prudente, así como los conocimientos específicos del autor; el nomológico que incorpora las leyes de la naturaleza conocidas al tiempo de la acción. Con base en éste juicio se determina finalmente como causa aquella que aparece adecuada objetivamente previsible para producir el resultado.
Finalmente es importante señalar que esta teoría sostiene la necesidad de reconocer que un fenómeno es siempre producto de la confluencia de una pluralidad de circunstancias, sin cuya operación conjunta no pueda explicarse; más, se destaca la necesidad de distinguir entre causa y condiciones, considerando no sólo es causa la condición que resulta adecuada para producir el resultado, y la adecuación se afirma o se niega según resulte previsible o no que tal factor pudiese ocasionar el resultado.

### Teoría de la causalidad relevante
Para esta teoría, la causa es sólo aquella condición que al suprimirla mentalmente conduce a la desaparición del resultado, sólo en cuanto este último sea entendido como categoría jurídica. Mezguer considera que el derecho penal sólo le interesan las causas que sean adecuadas para producir el resultado, empero para él, la determinación de la adecuación de la causa opera en un plano estrictamente jurídico, basándose en los tipos penales. Para Mezguer la equivalencia causal de todas las condiciones no implica su equivalencia jurídica; separándose así los fenómenos de la causalidad y la responsabilidad. (Vargas González et al, op.cit, p. 48).
La responsabilidad penal así descansará sobre tres requisitos:
- 1. Nexo causal entre acción y resultado.

- 2. Relevancia del nexo causal.

- 3. Culpabilidad.

#### Nexo causal entre acción y resultado
La existencia del nexo se determina mediante la misma fórmula planteada por la teoría de la equivalencia. La acción del autor debe ser conditio sine qua non del resultado. Debe existir este primer supuesto de la imputación objetiva, se pasa a analizar el segundo.

#### Relevancia del nexo causal
Tal relevancia se determina desde el plano de la tipicidad. Se requiere que la acción del sujeto que operó como conditio sine qua non y el resultado producido sean típicos, como además que el curso causal dado entre uno y otro sea "relevante" conforme al tipo. Para dictaminar el carácter relevante se asume el criterio de la adecuación propio de la teoría de la causa adecuada. El carácter de la adecuación se determina desde el tipo penal, el cual nos señala los cursos causales relevantes o apropiados.

### Teoría de la prohibición de regreso
Esta teoría, que en sus inicios, se vincula con la teoría de la interrupción del nexo causal, es planteada por Frank e implica que si cursos causales de acciones no dolosas son aprovechados por una acción dolosa para provocar directamente el resultado, está prohibido el regreso…más atrás de la acción dolosa para buscar causas no dolosas. Aquí se vuelven a mezclar indebidamente criterios valorativos como el problema causal, hasta el punto que esta teoría apunta ya que las acciones anteriores no son autoría sino participación imprudente, pero al mismo tiempo las rechaza como causas. Aparte de su incorrección como teoría causal, ya en el ámbito de la codelincuencia hay que notar que la mera participación imprudente es impune tanto si favorece una autoría dolosa como imprudente..
La causalidad tampoco se "interrumpe" porque entre la conducta y el resultado, está la acción dolosa de un tercero. Eso es lo que defendió antiguamente la teoría de la prohibición de regreso, según ella, el regreso a las condiciones que precedieron temporalmente a un delito doloso.
Esta teoría se construyó originalmente sobre la base de la teoría causal de la acción, cuyo fundamento es que las causas lejanas ("causa remota") son "anuladas" posteriormente por quien dolosamente causa el resultado ("causa próxima") y soluciona de esta forma el problema de concurrencia de causas provenientes de diversos sujetos cuando se produce un único resultado. Dicho de otra forma, la participación no dolosa en la realización dolosa y autorresponsable del tipo penal es siempre impune, de modo que la segunda actuación dolosa le quita a la primera actuación no dolosa su relevancia penal. Para estos autores, el establecimiento de condiciones previas al resultado, de manera dolosa, no implica la realización de un delito en autoría inmediata, sino que ello es sancionado, por lo general como participación (Instigación o complicidad).

### Teoría del nexo causal
Es el fundamento de toda imputación al tipo objetivo; pues el primer presupuesto de la realización del tipo es siempre que el autor haya causado el resultado. Pero con la causalidad de una conducta para el resultado típico aún no se ha realizado siempre el tipo como antes se creía, aunque concurran los restantes elementos típicos escritos. Así p.ej también puede faltar la imputación aunque el autor haya causado el resultado pero esa causación se debe a la pura casualidad: Si A convence a B para que tome un vuelo a Mallorca, en el que B muere al estrellarse el avión, ciertamente A ha causado la muerte de B con su consejo, pero pese a ello no ha matado a B, porque el suceso se presenta como un accidente incalculable y por eso no se le puede imputar A como obra suya. Además existen junto al azar otras causas que pueden excluir al tipo objetivo.
Dentro de ésta se tiene la denominada teoría de la interrupción del nexo causal que sostiene que en determinados cursos causales acumulativos o irregulares la intervención de un "factor externo" aunque se apoye en el curso causal anterior, conduce inmediatamente al resultado, rompe el anterior curso causal; y por ello excluyen la atribución del resultado al primer autor. Veamos un ejemplo: cuando una persona ha sido herida fallece como consecuencia de una equivocada cirugía o bien porque se estrella la ambulancia que lo transportaba hacia el hospital.

### Imputación objetiva
Es aceptada como principio general de imputación objetiva el que la acción humana haya creado un riesgo jurídicamente desvalorado y ésta se haya realizado en el resultado. Ello requiere, por consiguiente, la comprobación de: a) la acción ha creado un riesgo (en el sentido de la equivalencia de condiciones): b) este riesgo es jurídicamente desvalorado; c) se ha plasmado en la realización del resultado típico.
La teoría de la imputación objetiva se ocupa de la determinación de las propiedades objetivas y generales de un comportamiento imputable, siendo así que, de los conceptos a desarrollar aquí en la parte especial, si acaso se menciona expresa o implícitamente, la causalidad. Desde luego, no todos los conceptos de la atribución objetiva gozan de la misma importancia en la parte especial. En concreto, los problemas de causalidad afectan en la práctica sólo a los delitos de resultado en sentido estricto. Especialmente en los delitos de resultado surge la necesidad de desarrollar reglas generales de imputación objetiva, por el siguiente motivo: la ley menciona sólo la causación de un resultado, pero esta causación sólo puede bastar si es jurídicamente esencial. El carácter esencial falta no sólo cuando se pone de manifiesto, en relación con el tipo subjetivo, que el resultado no era subjetivamente evitable sino falta ya cuando el autor no es responsable de aquello a lo que da lugar. Ejemplo: El organizador de una verbena no es responsable de las diversas infracciones penales que tengan en su lugar en su transcurso (tráfico de drogas, lesiones, injurias, conducción en estado de embriaguez, salida de establecimientos de hostelería sin pagar las consumiciones), o al menos no responsable ya por el mero hecho de haber organizado la verbena.
La cuestión jurídica fundamental no consiste en la comprobación del nexo causal en sí, sino en establecer los criterios conforme a los cuales queremos imputar determinado resultado a una persona. Sólo es objetivamente imputable un resultado causado por una acción humana, cuando dicha acción ha creado un peligro jurídicamente desaprobado que se ha realizado en el resultado típico. 
La imputación objetiva del resultado es un requisito implícito del tipo (en su parte objetiva) en los delitos de resultado para que se atribuya jurídicamente el resultado y haya por tanto consumación.
La teoría de la imputación objetiva procura confirmar la causalidad jurídica, mediante una serie de criterios normativos, descritos en la siguiente fórmula: un resultado solo es objetivamente imputable, cuando la acción causante del mismo ha creado un riesgo jurídicamente desaprobado (o típicamente relevante) que se ha realizado en un resultado típico, que pertenezca al ámbito o fin de protección de la norma infringida.
Sólo es objetivamente imputable un resultado causado por una acción humana (en el sentido de la teoría de la condición) cuando dicha acción ha creado un peligro jurídicamente desaprobado que se ha realizado en el resultado típico. 
De acuerdo con ésta fórmula, para que pueda imputarse al autor el resultado objetivamente, es necesario que, de manera objetiva y ex ante, pueda fundamentarse y establecerse en ese comportamiento un riesgo típicamente relevante y que ese riesgo se haya realizado en el resultado típico efectivamente producido. Para responder por el delito consumado de resultado, es necesario, entonces, un primer juicio para determinar ex ante sí la acción del autor ha creado un riesgo típico o ha elevado el riesgo existente para el bien jurídico tutelado. Ese peligro, que se determina ex ante se establece conforme al criterio de un observador objetivo, el cual debe colocarse en la situación del sujeto que actúa, y que todos su conocimiento y posibilidades de actuación (criterio general normativo social). Una segunda valoración se hace ex post, después de ocurrido el resultado y con ellas se determina si el resultado típico realizado en la concretización del riesgo típico y jurídicamente relevante, creado por la acción del resultado.
Hoy día existe unanimidad en la dogmática penal es que la verificación de un nexo causal entre acción y resultado no es suficiente para imputar ese resultado al autor de la acción. En el proceso de depuración y selección de los factores causales jurídicamente relevantes se impone la utilización de criterios normativos extraídos de la propia naturaleza del Derecho Penal, ya en el plano objetivo delimitar la parte de la causalidad jurídicamente relevante.
Para la afirmación de la parte objetiva del tipo, en los delitos que exigen la producción del resultado separado, no es suficiente que una conducta creada de un riesgo típicamente relevante cause materialmente el resultado típico. Es necesario, además que el resultado causado pueda verse como realización del riesgo precisamente inherente a la conducta. Además de la relación de causalidad es necesaria pues una relación de riesgo entre la conducta y el resultado. De ello se sigue, pues que también debe negarse la imputación objetiva de un resultado cuando, pese a haber sido causado por una conducta que creó un riesgo típicamente relevante no supone la realización de este riesgo, sino de otro factor. Ejemplo: alguien dispara sobre otro con ánimo homicida y lo hiere de tal forma que hubiera muerto a consecuencia de ello de no haber sido intervenido quirúrgicamente a continuación; sin embargo en la operación se utiliza un bisturí infectado que determina una infección que lleva a la muerte del paciente.
La teoría de la imputación objetiva representa una evolución necesaria de los principios de imputación penal que habían sido trazados primero solo para la teoría de la equivalencia y después para la teoría de la adecuación. También constituye la única clave para enfrentar un gran número de casos problemáticos que se presentan en la actualidad, entre los cuales se presenta como ejemplo más moderno, la trasferencia al extranjero de dineros provenientes de actividades ilícitas realizadas a través de Bancos. Naturalmente con la teoría de la imputación objetiva, no serán ya resueltas cuestiones de fondo tales como el alcance del fin de protección de la norma de cuidado, sino que sólo serán identificadas como un planteamiento relevante para la realización del tipo. Pero ello, ya constituye una progreso dogmático, significativo que nos ha concedido la teoría de la imputación objetiva.
La imputación objetiva puede ser aplicada a:
- Delitos de resultado.

- Delitos de peligro.

- Delitos de acción.

- Delitos de omisión.

- Delitos culposos.

- Delitos dolosos.

- Delitos consumados.

- Delitos tentados.

Estructura de la imputación objetiva
Los elementos que forman parte de la estructura de la imputación objetiva:
Si el autor ha creado un peligro jurídicamente relevante.
Si el peligro creado ha tenido ejecución en el resultado típico y si se ha realizado en él. 
En la doctrina se ha establecido dos grandes principios que constituyen la columna vertebral de la imputación que son:
a) Un resultado causado por el agente sólo se puede imputar al tipo objetivo si la conducta del autor ha creado un peligro para el bien jurídico no cubierto por un riesgo permitido y ese peligro también se ha realizado en el resultado concreto.
b) Si el resultado se presenta como realización de un peligro creado por el autor, por regla general es imputable, de modo que se cumple el tipo objetivo.
Se puede decir que la imputación al tipo objetivo presupone la realización de un peligro creado por el autor y no cubierto por un riesgo permitido dentro del alcance del tipo. (Roxin, 2002, págs. 134-135).
En igual sentido a lo anteriormente indicado, todos los autores coinciden en la existencia de dos criterios básicos, que son:
1. Creación de un riesgo jurídicamente desaprobado.
2. Realización del riesgo jurídicamente desaprobado en el resultado.
La creación de riesgo jurídicamente relevante.
La doctrina ha elaborado una serie de criterios adicionales al principio del riesgo con el objeto de resolver los distintos grupos de casos que permitan la relación natural de causalidad.
Los criterios son:
- La creación del riesgo no permitido.

- Aumento o falta de aumento del riesgo permitido.

- La producción del resultado dentro del fin o esfera de protección de la norma infringida.

El primer criterio hace referencia que un resultado sólo es imputable si la acción del autor ha creado un riesgo jurídicamente relevante de lesión de un bien jurídico.
El grupo de casos referentes a cursos causales irregulares, enviar a una persona a pasear al bosque un día de tormenta, recomendar al tío a viajar en un vuelo chárter, etc, se resuelve por esta vía. En todos ellos ha de negarse la imputación debido a que el riesgo creado no está jurídicamente desaprobado. Una vez más, la falta de relevancia penal de riesgo reside en la ausencia de capacidad de acción de pretender la producción del resultado típico. El carácter aleatorio de estos procesos, la ínfima posibilidad de que esa acción le siga el resultado, determina en la esfera de los delitos imprudentes la ausencia de previsibilidad objetiva y en la de los dolosos la imposibilidad de controlar por el sujeto activo la marcha del curso causal. Es obvio que dejaría de ser un curso si el sobrino sabía que el avión en el que va a viajar su tío está averiado motivo del posterior accidente. En este caso, el riesgo implícito en las acciones si es penalmente relevante. También se resuelven los cursos causales complejos con causas preexistentes, simultáneas o sobrevenidas, cuando puede afirmarse que el sujeto no creo el riesgo (no permitido) del resultado. En todos estos casos el lesionado en riña muere en accidente de tránsito al ser trasladado al hospital, etc, el resultado se produjo causalmente, pero no es jurídicamente imputable por la falta de capacidad de la acción de pretender la producción del resultado típico. Caso distinto sería si A lesiona a B a sabiendas de su hemofilia, aquí cabe imputar el resultado.
En relación con el segundo criterio la vida en sociedad supone la asunción de ciertos riesgos de circular en automóvil por las carreteras, trabajar en centrales atómicas, asumir que opera como causa de exculpación quién actúa típicamente en error de prohibición, etc admitidos por la sociedad o por el ordenamiento jurídico.
Finalmente en lo concerniente al tercer criterio la imputación objetiva puede faltar si el resultado queda fuera del ámbito de la esfera de protección de la norma. Por ejemplo: la madre del peatón atropellado imprudentemente sufre un síncope al enterarse de la noticia de su muerte. En este caso ¿la lesión será imputable a la conducta imprudente previa? ¿el conductor deberá también responder por las lesiones? En este caso y otros supuestos análogos, lo esencial es determinar si el fin protector del precepto infringido está destinado a impedir la producción de las consecuencias directas lesivas para el bien jurídico o también a evitar daños secundarios desencadenados por aquellos. En el caso propuesto, parecería que el fin de protección de la prohibición penal del homicidio o lesione no incluye a preservar a personas distintas del afectado de las repercusiones psíquicas del suceso. Cosa distinta, serán las posibles responsabilidades civiles por los daños indirectos que deriven de la producción del delito o falta.
Cuando el resultado producido no constituye la realización de un riesgo jurídicamente desaprobado, no porque falte la realización de dicho riesgo, sino por faltar la creación desaprobada del mismo, no cabe hablar de imputación objetiva.
En otras palabras, si falta la creación de un riesgo jurídicamente desaprobado es irrelevante el requisito de la realización del riesgo en un resultado. Por ejemplo un avión que vuela de acuerdo con todas las previsiones, sufre un percance y mueren varios de sus pasajeros. Pese a darse un resultado lesivo no se configura la creación de un riesgo jurídicamente desaprobado, ya que el transporte aéreo implica un riesgo que la sociedad está dispuesta a tolerar a cambio de sus beneficios. Así como del accidente que no ocurre por descuido, sino por una cuestión fuera del control del hombre, no se da una conducta jurídicamente desaprobada.
Por otro lado se ha sostenido otros criterios para establecer la imputación objetiva. Dichos criterios son los siguientes:
- Fin de protección de la norma lesionada.

- Riesgo general de vida y alcance del riesgo permitido.

- Libre y responsable autolesión y puesta en peligro, libre y voluntaria de la víctima.

- Autorresponsable intervención de un tercero.

- Disminución del riesgo.

Fin de protección de la norma lesionada.
Para la imputación objetiva es preciso además que el resultado concretamente causado encaje en el fin de protección o evitación de la norma, es decir que coincida con el tipo de causación que precisamente pretende evitar la norma prohibitiva directa o la norma de cuidado infringida; se trata, pues, de un criterio de interpretación teleológica.
Al fin de protección de la norma se le ha atribuido múltiples funciones. Una de ellas consiste en ser un criterio autónomo de la teoría de la imputación objetiva. Visto así, el fin de protección de la norma se ha determinado como un criterio interpretativo, el cual puede excluir la imputación objetiva de otro resultado no coincidente con tal fin.
Su contenido básico es determinar hasta dónde se contempla el resultado dañoso causado dentro de la norma que establece la conducta como típica. Por ejemplo, se excluyen de la imputación objetiva los llamados resultados secundarios (muertes o daños posteriores a un hecho que causa otro), ya que la norma sólo protege en estos casos, el daño inmediato, y no lo que ocurra en días, meses o años plazo.
Así para Roxin, lo correcto político criminalmente es la limitación de la esfera de protección de la norma a los daños directos.
En consecuencia, si la víctima del atropello fallece dos años después del accidente, por deficiencias de su cuerpo causados por el mismo, el conductor responderá solo por las lesiones propias del atropello y no por la muerte posterior.
El fin de protección de la normas es aplicable tanto a los delitos dolosos como culposos.
Dentro de la esfera de protección de la norma, se tienen los siguientes casos:
a) Aquellos casos en los que el resultado no es una plasmación del riesgo creado. Este criterio es aplicable en el campo de los delitos imprudentes; pensemos en el ejemplo anterior del guarda barreras, y también en el ámbito de los delitos dolosos, lo que es conocido como la problemática de las desviaciones causales. Ejemplo: A, con intención de matar dispara contra B, ocasionándole una ligera herida. Sin embargo este muere al ser trasladado al hospital, ya por un accidente de tráfico, por una intervención con un bisturí infectado, o bien por un incendio del hospital. En éstos supuestos se afirma que el resultado acontecido no es una plasmación del riesgo creado, sino que procede de fuentes diversas. La norma que prohíbe matar no incluye las muertes producidas por un incendio de hospital, resultado éste que puede suceder independientemente del motivo por el cual el sujeto se encuentra en el hospital.
b) Segundo tipo de casos tratados al amparo de este criterio, son aquellos supuestos en los que, sí bien los resultados son una plasmación del riesgo creado, se afirma que ésta cae fuera del ámbito de protección de la norma.
Esta problemática es lo que conocemos con el nombre de consecuencias secundarias y puede aplicarse en el ámbito de los delitos dolosos y culposos.
Ejemplo en delitos dolosos: A incendia una propiedad; ello desencadena en el propietario de ésta una crisis nerviosa o shock que le produce la muerte o unas lesiones.
Ejemplo en delitos por imprudencia: A atropella imprudentemente a B, posteriormente al comunicarle la noticia a la madre de B, ésta sufre un schok nervioso, del que se deriva un resultado de lesiones o de muerte.
Como vemos en ambos casos, de lo que se trata es de contestar si estos daños secundarios, son asimismo imputables al causante del primer daño. La respuesta debe ser, en opinión de Roxin, negativa, ya que estos daños secundarios están fuera del alcance del ámbito de prohibición (protección) de la norma. 
La imputación objetiva puede faltar, además, cuando el resultado queda fuera del ámbito de protección de la norma que el autor ha vulnerado mediante su acción, ya que en tal caso no se realiza en el resultado el riesgo jurídicamente desaprobado que ha creado el autor, sino otra clase de riesgo. El herido en un intento de asesinato, no puede moverse del lugar del hecho es alcanzado por un rayo, perece en accidente sufrido durante su traslado al hospital o fallece por efecto de un error médico.
Este criterio sirve para solucionar casos en los que, aunque el autor ha creado o incrementado un riesgo que se transmite en un resultado lesivo, no procede imputar este resultado si no se produce dentro del ámbito de protección de la norma. Los casos a los que afecta estos problemas son muy diversos y complejos y van desde la provocación imprudente de suicidios (se dejó una pistola al alcance de un depresivo suicida con ella) y la puesta en peligro de un tercero aceptando por este (muerte del copiloto en una carrera de automóviles) hasta los daños sobrevenidos posteriormente a consecuencia del resultado dañoso principal producido (la madre de la víctima del accidente muere de la impresión al saber lo ocurrido a su hijo). Todos estos casos caen fuera del ámbito de protección normal que se previó al dictar la norma penal y deben ser excluidos del ámbito jurídico penalmente relevante. (Muñoz Conde, op.cit, págs. 269-270).
La imputación objetiva puede faltar si el resultado queda fuera del ámbito de la esfera de protección de la norma. Por ejemplo: la madre del peatón atropellado imprudentemente sufre un síncope al enterarse de la noticia de su muerte. En este caso ¿la lesión será imputable a la conducta imprudente previa? ¿el conductor deberá también responder por la lesiones? En esta y otros supuestos análogos, lo esencial es determinar si el fin protector del precepto infringido está destinado a impedir la producción de las consecuencias directas lesivas para el bien jurídico o también evitar daños secundarios desencadenados por aquellas. En el caso propuesto, parecería que el fin protector de la prohibición penal del homicidio o lesiones no incluye preservar a personas distintas del afectado de las repercusiones psíquicas del suceso y cosa distinta, serán las posibles responsabilidades civiles por los daños indirectos que deriven de la producción del delito o falta. 
Riesgo general de vida y alcance del riesgo permitido
Como "riesgo" debe entenderse como aquella situación que por su magnitud, puede causar un daño a un bien, una persona, etc, estando esta posibilidad demasiado cercana a la certeza. Así es riesgoso tanto caminar por la línea del tren, en horas de mucho tráfico, como montarse en un avión para realizar un viaje o poner explosivos para la demolición de una zona comercial. Pero como es necesario que se dé el desarrollo social, algunos de estos riesgos son avalados por la comunidad, ya que el posible daño que causen es inferior al beneficio que también puede darse, si se cumple con la actividad fijada con el riesgo incluido. Situación como el transporte aéreo involucra el riesgo de múltiples accidentes y pérdidas de vida, pero la aviación ha venido a acortar distancias entre los continentes, a transportar más ágilmente mayor cantidad de personas al punto que, con la importancia que estas circunstancias les ha dado, el riesgo de accidentes queda reducido frente a las ventajas mencionadas.
Dos condiciones, son necesarias para tener un riesgo como socialmente permitido:
1. Que la actividad de la cual emana, represente considerable beneficios sociales frente a una mínima peligrosidad.
2. La absoluta indeterminación de las víctimas de ese riesgo residual.
Debe negarse la imputación objetiva de un resultado cuando falte un riesgo jurídicamente relevante. Se trata de excluir la imputación de riesgos normales de la vida. Ejemplo: el sobrino que manda a su tío a pasear en avión, deseando que sufra un accidente aéreo.
Por riesgo permitido debe entenderse como la ausencia de tipicidad en los casos que se crea un riesgo, pero jurídicamente permitido o socialmente aceptado. Ejemplo: Tráfico público (tráfico aéreo, fluvial o marítimo) funcionamiento de instalaciones industriales (plantas peligrosas), la práctica de deportes que impliquen riesgo, entre otros.
Muy importante resulta la teoría del riesgo permitido de Roxin, la cual se expone en los siguientes términos: La primera corriente de teorías de la imputación objetiva en el marco del funcionalismo es la encabezada por Roxin, para quién las reglas que regulan la imputación al tipo, son básicamente dos: a) un resultado causado por el agente, sólo se puede imputar al tipo objetivo, si la conducta del autor ha creado un peligro para el bien jurídico, no cubierto por un riesgo permitido y ese peligro se ha realizado en el resultado concreto. En este esquema, cuando falta la creación de un peligro prohibido la acción y su resultado son impunes. Pero también es impune el resultado, cuando éste no es realización del riesgo prohibido; en el caso del pariente enviado a la tormenta, la acción no se calificaría como peligro prohibido, y en el del pariente lesionado dolosamente que muere por el incendio del hospital, la muerte no puede reputarse como realización del peligro de un disparo. b) Esta regla sin embargo parece insuficiente para limitar la imputación objetiva, lo que lleva a Roxin a construir una regla correctiva, conforme a la cual no había imputación cuando el alcance del tipo no abarca la evitación de los riesgos y sus repercusiones. Se trata de los casos de incitación o de cooperación a una mera autopuesta en peligro que los tipos no tienden a evitar. 
Roxin excluyen la imputación objetiva en los casos de riesgos permitidos, aunque el autor ha creado o elevado el riesgo, entiéndase que es tal conducta que crea un riesgo relevante, pero de modo general está permitido.
La base del juicio de la imputación objetiva es por tanto la existencia de un riesgo permitido implícito en la acción (desvalor de la acción). Entonces la pregunta que surge de inmediato será ¿qué características debe reunir ese riesgo para que no sea permitido? Pues bien, el riesgo debe suponer una posibilidad objetiva de pretender la realización del resultado típico, si hubo dolo o imprudencia a que el resultado se puede concebir como dispuesto finalmente. En otras palabras, se trata de una finalidad objetiva, no subjetiva, que exige la posibilidad de control de un curso causal o dominabilidad humana del mismo. Por eso, no existía penalmente relevante en enviar al tío en avión, ya que el sobrino malintencionado no podía objetivamente controlar el fallo que ocasiona el accidente, la acción causante del resultado no estaba dispuesta finalmente, por tanto no existía la posibilidad objetiva de pretender la realización del tipo objetivo del homicidio. En conclusión, el riesgo implícito en la acción carece de relevancia jurídico-penal.
Por otro lado tenemos los riesgos adecuados socialmente que son los que sin constituir una infracción al deber objetivo de cuidado, la experiencia nos dice que antes o después pueden llegar a lesionar un bien jurídico. Así la mujer que se separa de su marido actúa de socialmente adecuada aunque sospeche que el abandono puede provocar el suicidio de aquel; el organizador de una carrera de motos actúa en los mismos términos aunque prevea que en el curso de la misma se producirá algún accidente. En resumen se trata de riesgos que no merecen ser considerados por el ordenamiento jurídico en razón de su utilidad social.
Asimismo es importante exponer la diferencia entre el riesgo permitido y estado de necesidad. El riesgo permitido como obstáculo en la imputación objetiva, es decir como obstáculo del tipo debe distinguirse por los demás del riesgo permitido fundamentalmente en la ponderación de intereses, del estado de necesidad justificante. También en el estado de necesidad justificante se tiene en cuenta riesgos ("peligros") para intereses, que pueden conducir a la autorización de un comportamiento arriesgado. Sin embargo en el estado de necesidad justificante se trata siempre de la especial relación de finalidad en que se encuentra la acción. El contexto de la acción justifica. En el riesgo permitido, por el contrario, puede que el contexto de la acción esperada típicamente haya proporcionado el motivo de la autorización del riesgo, sin que en la acción concreta importe, si este tiene lugar en un contexto determinado. Ejemplo: Al conductor de una ambulancia únicamente le está permitido infringir las normas reguladoras del tráfico rodado para prevenir una situación de peligro que no cabe eliminar de otro modo (justificación), pero también está permitido dar una vuelta con un gran camión, lo que no reporta utilidad especial (exclusión del tipo).
Finalmente es de rigor conocer los alcances del principio de confianza, en cual el autor confía en el correcto comportamiento de los demás y esta confianza implica un riesgo permitido, si se produce un resultado por la acción culposa de otros. Un campo de aplicación del principio de confianza es la circulación vehicular. Este principio tiene su límite en el caso que el conductor reconozca, de manera clara, el comportamiento conductivo contrario al deber de cuidado de otro conductor o cuando debe esperarse a raíz de un primer error, otros errores del conductor contrario. En este caso, deben los demás parar y no pueden aumentar el riesgo con su comportamiento, aunque originalmente se ajuste a derecho. Otros ejemplos se refieren con el cuidado que deben tener los conductores con los niños en la calle, en el cual el conductor no puede confiar, debido a la inexperiencia de los niños o pequeños que tengan un comportamiento acorde con las disposiciones legales y reglamentarias. Tampoco en los casos de peatones de edad avanzada o minusválida o en los cruces de calles mal iluminado o de un tránsito intenso.
Libre y responsable autolesión y puesta en peligro, libre y voluntaria de la víctima
El principio de autorresponsabilidad se ha establecido en la doctrina dominante como criterio independiente de la imputación objetiva y ello partiendo de la idea de que cada uno es responsable por su propio comportamiento. Básicamente, el análisis se centra en aquellos comportamientos de autolesión y autopuesta en peligro. En el caso en que el titular del bien jurídico consienta en la lesión, si la víctima es libre y actúa de manera responsable, falta la imputación objetiva para el autor de la lesión, pues el resultado, en tal caso debe imputársele a la esfera de riesgo de la víctima. Ejemplo: quién participa en el consumo de drogas con otro, el cual resulta muerto a consecuencia del consumo de la droga.
La doctrina cita como ejemplo de ausencia de responsabilidad por falta de imputación objetiva en el caso de quién participa en el consumo de drogas con otro, el cual resulta muerto a consecuencia del consumo de drogas. La doctrina dominante considera que en estas hipótesis en los cuales hay creación de un peligro no permitido para el bien jurídico y no consentido por el derecho habiente, puede excluirse la imputación objetiva del creador del riesgo o del participante que eleva el riesgo, sino asume el papel de autor en un hecho que significa un peligro para otro, sino que asume el papel de un participante (impune) en un hecho propio (de la víctima) que implica una autopuesta responsable y libre de peligro de sí mismo.
De acuerdo al principio de autorresponsabilidad, falta la imputación objetiva en los casos en que la víctima de una lesión por propia decisión responsable rehúsa el tratamiento médico; por ejemplo, rehúsa someterse a una operación salvadora o rehúsa una transfusión de sangre. 
Autorresponsable intervención de un tercero
La teoría de la imputación objetiva descansa sobre un principio fundamental formulado por Hegel en los albores del Siglo XIX. Solo puede llamarse imputación en sentido estricto a aquello que en mi conducta puede ser reconocida como mía; de tal forma, se distinguen entre dos clases diversas de consecuencias que una conducta genera, pues mientras alguna de ellas son parte de la configuración misma de la acción, a ella le pertenecen, son su alma y sin ella nada representan, existen otras consecuencias que le pertenecen a la conducta, sino a la modificación que el mundo exterior ha causado en el comportamiento; por consiguiente, solo las consecuencias que pertenece a mi conducta, como modificaciones al mundo exterior pueden serme imputadas, mientras las consecuencias que se derivan no de mi conducta, sino de las ya producidas en el mundo exterior, no me deben ser imputadas.
En otras palabras, se establece que en cualquier caso, imputación objetiva del resultado, significa que el mismo puede jurídicamente (teleológico-valorativamente) atribuirse a una acción como obra suya y no como obra o producto del azar; lo cual es necesario para el indicio de antijuridicidad (penal), que en principio supone la conducta que realiza el tipo en sentido estricto (o tipo positivo). Para ello, como vamos a ver, es preciso que la conducta cree un riesgo penalmente relevante y que la producción del resultado, por suponer la realización de un riesgo así y por no ir más allá de la ratio legis, encaje en el fin de protección o de evitación de la norma. 
El principio de auto responsabilidad resulta de vital importancia en la teoría de la imputación objetiva. Una acción podrá atribuírsele a un individuo, sólo cuando constituya su obra.
De acuerdo al principio de autorresponsabilidad se imputa el resultado al primer autor cuando el segundo autor no es una persona responsable, pero actúa montándose en el riesgo creado por el primer autor. Ejemplo: El padre que le presta el carro al hijo menor de edad e inexperto, para que lo conduzca y mata a una persona.
Disminución del riesgo
Ya de entrada falta una creación de riesgo y con ello la posibilidad de imputación, si el autor modifica un curso causal de tal manera que aminora o disminuye el peligro ya existente para la víctima y por tanto mejora la situación del objeto de la acción. Quien ve cómo una piedra vuela peligrosamente hacia la cabeza de otro y, aunque no la pueda neutralizar, sí logra desviarla a una parte del cuerpo para la que es menos peligrosa a pesar de su causalidad no comete unas lesiones, al igual que tampoco la comete el médico que con sus medidas sólo puede aplazar la inevitable muerte del paciente. Ciertamente la situación es distinta en caso de que alguien no debilite un peligro ya existente, sino que lo sustituya por otro cuya realización es definitiva y menos dañosa para el sujeto que lo hubiera sido el peligro inicial. Así por ejemplo; alguien tira a un niño por la ventana de una casa que sufre un incendio y con ello le causa considerable lesiones, pero de esa manera le salva de la muerte entre las llamas; o si alguien encierra a otro sin poder explicarle que es porque tal como están las cosas no hay otro medio para "quitarle de ese medio" y preservarle así de un secuestro. Aquí el autor realiza acciones típicas de un delito, que le son imputables como realización del tipo, pero puede estar justificado por consentimiento presunto o estado de necesidad.
No es imputable, desde el prisma de la disminución del riesgo, el resultado que el autor produce para evitar otro resultado más grave que de otra forma pudiera haberse producido. El auxiliador desvía, por ejemplo, al hombro de la víctima un golpe dirigido a la cabeza de la misma que ponía en peligro su vida. Para las acciones de auxilio arriesgadas y fallidas cabe acudir, por lo demás, a la causa de justificación del riesgo permitido.
De acuerdo la disminución del riesgo se materializa cuando la acción del sujeto ha disminuido un peligro mayor que amenazaba a la víctima. Ejemplo: El que viendo que una piedra va a la cabeza de otro, logra desviarla para que le dé en el brazo.

### Cursos causales atípicos
Son los casos en los que el resultado producido se encuentran fuera de lo que es el modo usual de ocurrir las cosas y de lo que, conforme a la experiencia de la vida debe esperarse. Ejemplo: A hiere a B de bala, con una herida peligrosa y con ánimo homicida. B muere, porque al ser transportado en camilla, se cae de ella y se rompe la nuca, al sufrir uno de los enfermeros que lo transportaba un infarto.
En el caso de los cursos causales atípicos, la exclusión de la imputación objetiva ocurre mediante criterios normativos debe hacerse un juicio de probabilidad comparativo, y solamente cuando el peligro de la producción de un resultado concreto se haya elevando de tal manera significativa y mensurable, se puede hablar de que ese peligro se realizó en el resultado en su concreta configuración 
La relación de violación al deber
De acuerdo con la teoría de la imputación objetiva no es imputable el resultado en el caso de los delitos culposos, cuando alguien a través de un comportamiento antijurídico causa un resultado, si ese mismo resultado lo hubiera causado con un comportamiento conforme a derecho, con una probabilidad lindante en seguridad. Lo anterior significa que el tipo objetivo del delito culposo no se realiza solamente por el hecho de que el comportamiento del autor se causal para el resultado; es necesario, además que ese comportamiento, por implicar una contradicción al deber, sea "causal" para el resultado en su configuración concreta; es decir, que represente la realización del resultado antijurídico previsto en la ley. En realidad, el anterior problema no es de causalidad; es una limitación a la responsabilidad del autor desde el punto de vista de la violación al deber y el resultado. Esto implica que hay que probar en cada caso, para imputar objetivamente el resultado, que éste hubiera podido ser evitado con la debida diligencia, aún con la observancia por el autor de la debida diligencia, ese resultado no proviene de la violación al deber de cuidado, y no puede ser imputado objetivamente.
Para el Derecho Penal moderno, los hechos culposos presuponen la evitabilidad de la realización del tipo. Al autor culposo se le castiga porque no ha evitado el resultado jurídicamente desaprobado, a pesar de tener objetiva y subjetivamente la posibilidad de hacerlo. La inevitabilidad personal subjetiva hace desaparecer el reproche de culpabilidad, mientras que la inevitabilidad objetiva excluye, en el campo de la tipicidad, la imputación del resultado. 
La teoría de los roles de Jakobs
Para Jakobs, un suceso se explica mediante la imputación objetiva cuando el riesgo del que debe responder el interviniente se define como condición decisiva, considerando no decisiva las restantes condiciones que se estiman como socialmente adecuadas. De este modo, la imputación tiene como destinatario a la persona (rol a que el suceso pertenece, dado que se le imputan desviaciones respecto de las expectativas que le incumbían como portador de un rol, definiendo como rol a un sistema de posiciones precisadas normativamente. Los criterios de imputación objetiva tienen para éste autor dos raíces: (a) por una parte, es finalidad propia del derecho penal garantizar la seguridad expectativas conforme a roles, por lo que no puede imputarse el comportamiento socialmente adecuado a pesar de producir daños; (b) por otra parte, los criterios de imputación objetiva sirven a la forma de regulación predominante en el derecho penal, que son los delitos de resultado.